# Lewis-und-Clark-Expedition

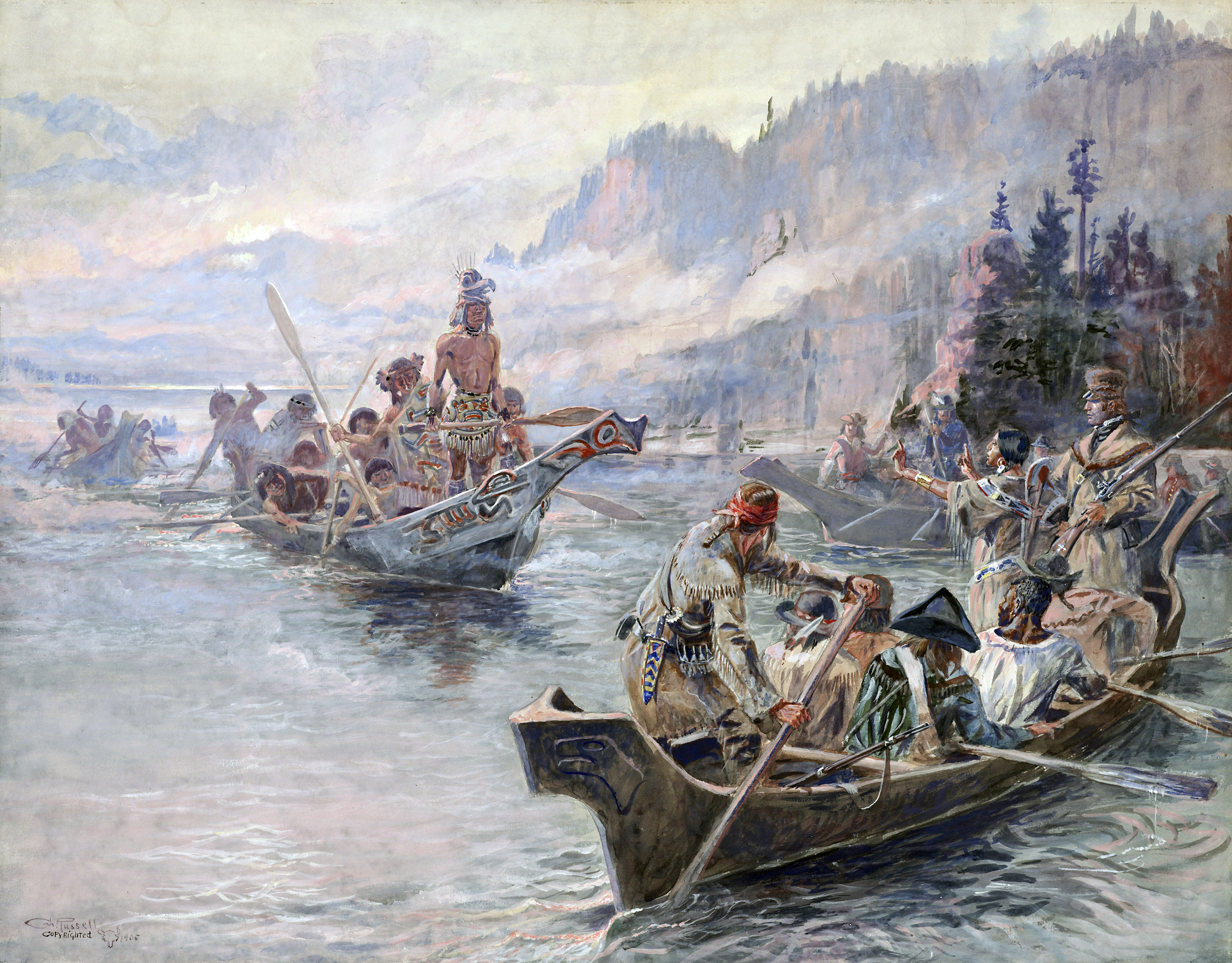
Lewis and Clark on the Lower Columbia, Gemälde von Charles M. Russell (1905)

Die Lewis-und-Clark-Expedition vom 14. Mai 1804 bis zum 23. September 1806 war die erste amerikanische Überlandexpedition der Vereinigten Staaten zur Pazifikküste und zurück. Expeditionsleiter waren Meriwether Lewis und William Clark. Der Louisiana-Landkauf im Jahre 1803 weckte Interesse an einer Erweiterung der Vereinigten Staaten bis zur Westküste. Einige Wochen nach dem Landkauf ließ US-Präsident Thomas Jefferson, ein Befürworter der Expansion nach Westen, den US-Kongress 2500 Dollar bereitstellen, um „intelligente Offiziere mit zehn bis zwölf Männern auszusenden, um das Land bis zum westlichen Ozean zu erkunden“. Wichtigstes Ziel der Expedition, neben der Suche nach einem schiffbaren Wasserweg zum Pazifik, war die Gründung einer mächtigen Nation zwischen Atlantik und Pazifik. Außerdem sollten die Teilnehmer Indianer, Tiere und Pflanzen sowie die Geologie der Region studieren.

## Vorbereitung

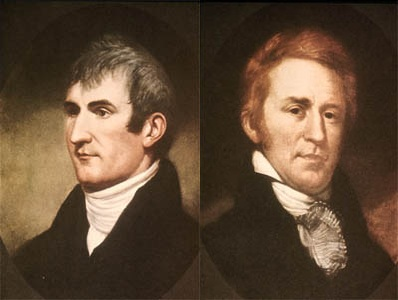
Lewis (um 1807) und Clark (1810)

Jefferson wählte seinen einstigen Privatsekretär Captain Meriwether Lewis, um die Expedition (bekannt als Corps of Discovery) anzuführen; Lewis wählte William Clark als seinen Partner. Obwohl Clark offiziell den Rang eines Leutnants bekleidete, nannte Lewis ihn stets Captain. Die beiden gleichberechtigten Leiter stammten aus angesehenen Pflanzerfamilien im US-Bundesstaat Virginia. Der „Praktiker“ Clark und der „melancholische Denker“ Lewis ergänzten und verstanden einander gut.
Lewis bereitete im Jahr 1803 die Expedition vor und wurde in Philadelphia von den besten Wissenschaftlern des Landes ausgebildet. Er ließ in Pittsburgh ein 18 Meter langes Keelboat und zwei Pirogen bauen. Mannschaft und Ausrüstung wurden im folgenden Winter zusammengestellt und im Camp Wood (Camp Dubois, heute bei Wood River) auf die Expedition vorbereitet. Das Basislager befand sich an der Mündung des Missouri in den Mississippi, in der Nähe von St. Louis.
Interessenten für die Expedition wurden eingehend getestet. Bevorzugt wurden unverheiratete, gesunde, ausdauernde und stämmige Männer, die gute Jäger waren. Neben den Soldaten wurden auch Zivilisten als Dolmetscher und Hilfskräfte eingestellt. Clark hatte den Sklaven York an seiner Seite.

## Expedition
Eine Gruppe aus 33 Männern begann ihre historische Reise auf den drei Booten unter der Führung von William Clark am 14. Mai 1804 von Camp Dubois aus. Sie traf sich bald mit dem aus St. Louis anreisenden Meriwether Lewis in Saint Charles in der Nähe der Mündung des Missouri in den Mississippi. Dort befand sich die Frontier, der letzte Außenposten der weißen Siedler.

### Auf dem Missouri

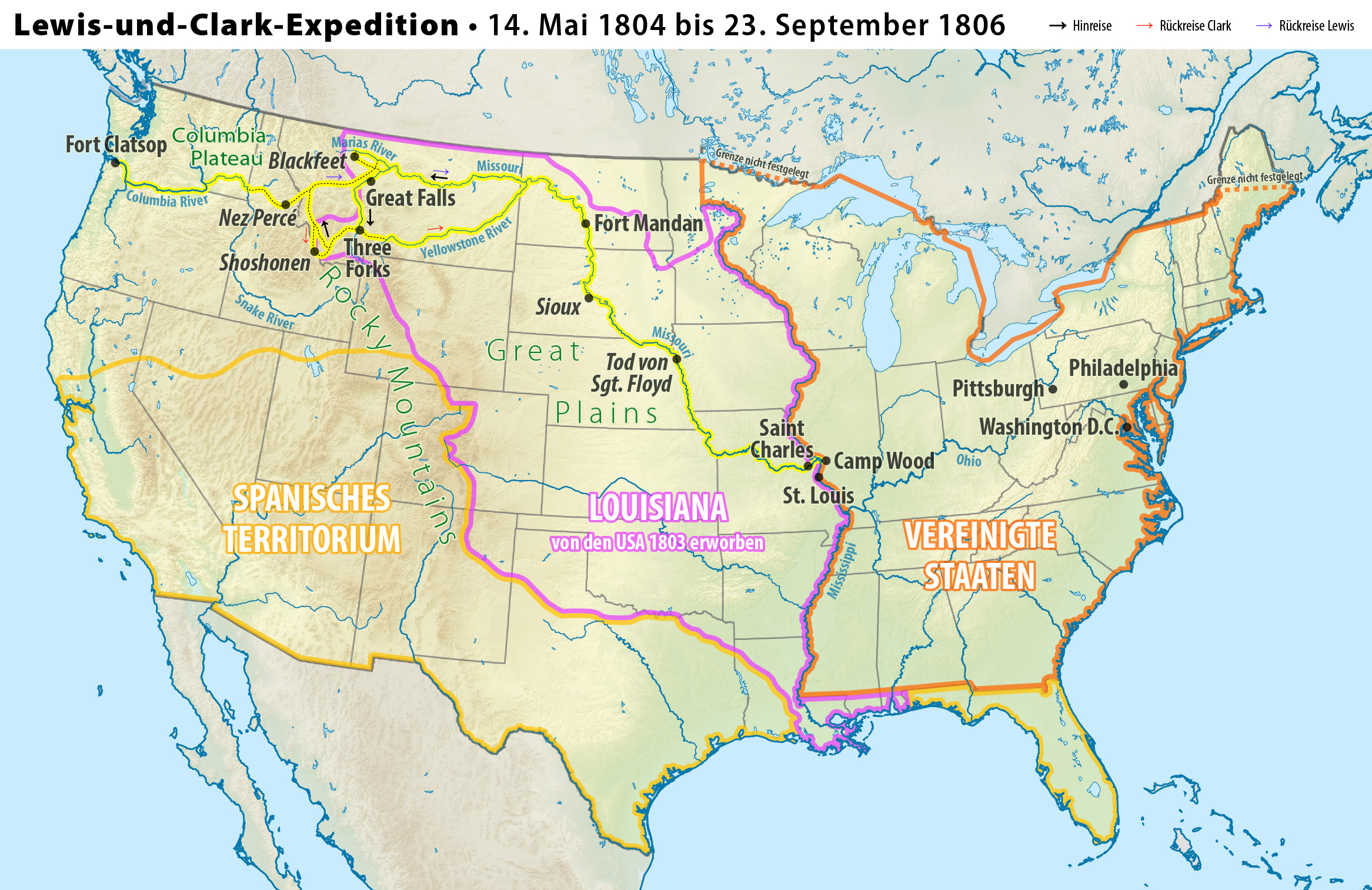
Der Weg von St. Louis zum Pazifischen Ozean und zurück

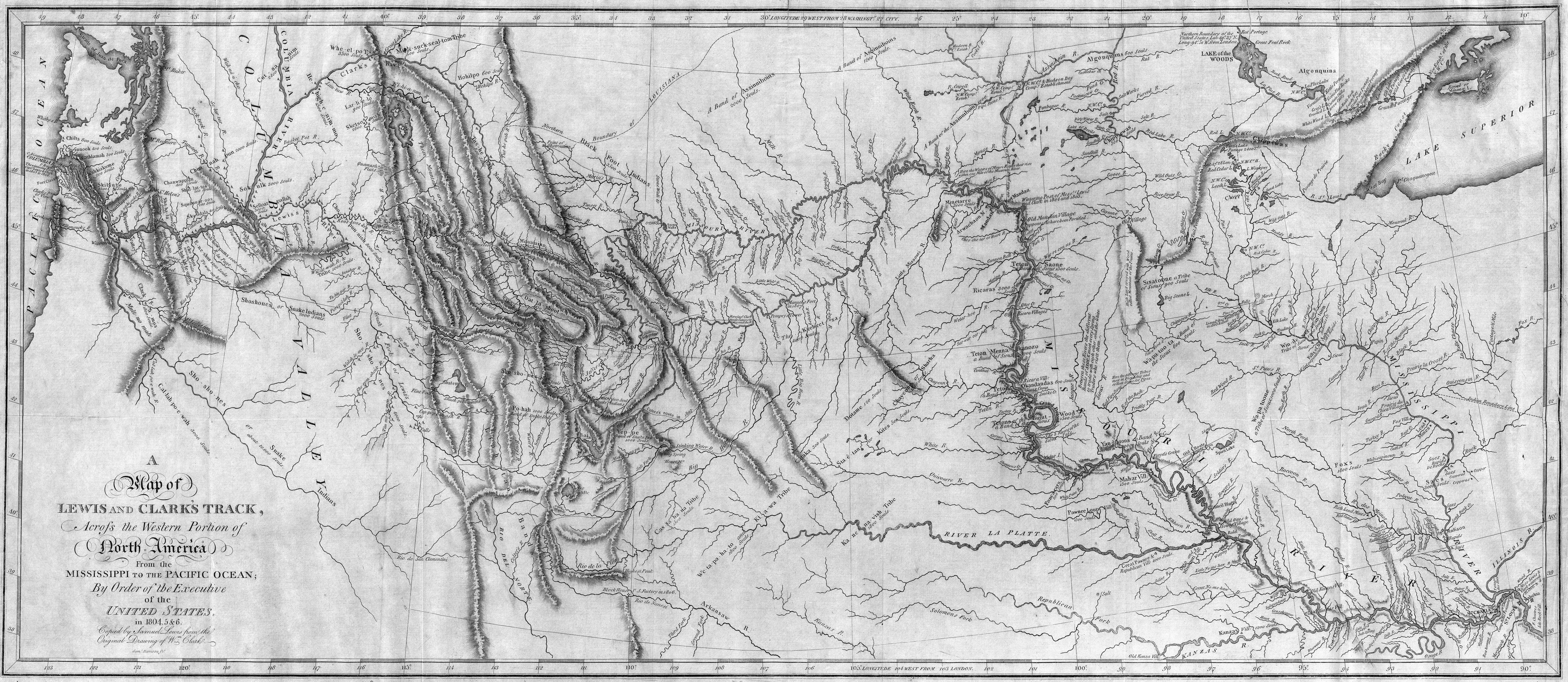
Karte von Lewis und Clark, 1814

Mehr als 40 Mann folgten dem Missouri River westwärts durch das Gebiet der heutigen Städte Kansas City und Omaha. Lewis ging tagsüber oft zu Fuß und studierte die Pflanzen und Tiere, während Clark die Mannschaft auf den Booten kommandierte und Landkarten anfertigte. Bereits seit ihrem Zusammentreffen im Vorjahr führten die beiden Tagebücher über die wichtigen Ereignisse der Expedition. Ab jetzt kamen wissenschaftliche Beschreibungen, Berichte von Entdeckungen und Karten hinzu.
Am 20. August 1804 erlitt die Gruppe ihren einzigen Verlust, als Sergeant Charles Floyd starb, wahrscheinlich an einer Blinddarmentzündung.
Anfang September erreichten die Reisenden die Great Plains im heutigen South Dakota. Sie entdeckten bis dahin für die weißen Amerikaner unbekannte Pflanzen und Tiere und trafen auf für sie unbekannte Indianerstämme. Die weite Landschaft kam ihnen vor wie der Eintritt in das Paradies mit unerschöpflich erscheinenden Nahrungsquellen in Gestalt von Bisons, Hirschen und Bibern. Ende September gab es ein angespanntes Zusammentreffen mit Sioux-Indianern. Ein Blutvergießen wurde im letzten Moment vermieden, aber das Ziel, freundschaftliche Beziehungen mit den Indianern aufzubauen und Handelsverbindungen vorzubereiten, wurde bei den Sioux verfehlt.

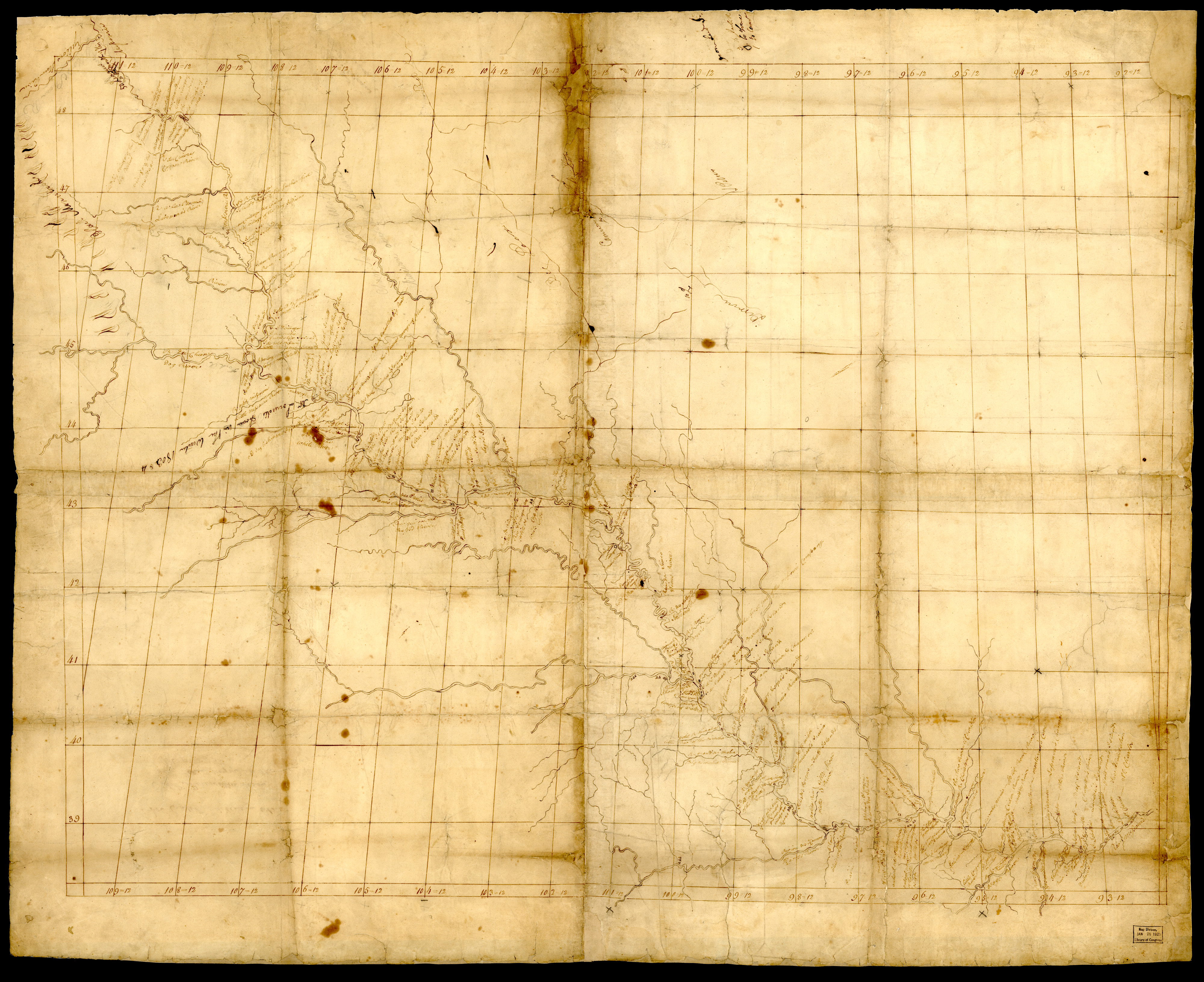
Karte des Missouri, die John Evans 1795–1796 angefertigt hatte

Die Expeditionsteilnehmer überwinterten 1804/1805 in dem von ihnen gegründeten Fort Mandan, bei den Dörfern der Mandan und Hidatsa, in der Nähe der heutigen Stadt Bismarck in North Dakota. Die Dörfer wurden bereits regelmäßig von franko-kanadischen Pelzhändlern aus dem Norden besucht. Lewis und Clark holten Toussaint Charbonneau, einen französischen Pelzhändler, und seine Frau, die Nördliche-Shoshone-Indianerin Sacajawea, als Übersetzer und Führer in ihre Mannschaft. Außerdem konnten sich Lewis und Clark auf Kartenmaterial von John Evans stützen, der 1795–1796 das Gebiet erkundet hatte.
Am 7. April 1805 setzte die Expedition ihre Reise fort. Einige Expeditionsteilnehmer machten sich auf den Heimweg, um wichtige Schriftstücke sowie Pflanzen- und Tierproben zu Präsident Jefferson zu bringen.
Die Hauptgruppe mit 33 Leuten fuhr in mehreren Kanus weiter flussaufwärts bis zu den großen Wasserfällen des Missouri (heute Great Falls). Die Boote und die schwere Ausrüstung mussten über einen beschwerlichen Landweg transportiert werden. Für diesen Weg von etwa 40 Kilometern benötigte die Gruppe einen Monat.

### Von den Rocky Mountains zum Pazifik
Im Sommer 1805 erreichte die Expedition die Berge der Rocky Mountains, die sich als weitaus höher und breiter als erwartet herausstellten. Am Zusammenfluss der drei Quellflüsse des Missouri, beim heutigen Three Forks in Montana, begann die Suche nach einer einfachen Überquerung der Berge. Von der Mündung des Missouri bis zur kontinentalen Wasserscheide in den Rocky Mountains am Lolo Pass hatte die Expedition inzwischen über 6.500 km entlang des Flusses zurückgelegt.
Von den Shoshone-Indianern konnten Lewis und Clark durch Tauschhandel Pferde erhalten, die dringend für die Überquerung der Berge benötigt wurden. Die Nahrungsmittel wurden knapp. Die Vorräte gingen zur Neige, und die Jäger um George Drouillard waren oft tagelang auf der Suche nach Nahrung. Mit letzter Kraft schleppte sich die Expedition über die schneebedeckten Rocky Mountains.
Nach der mühsamen Überquerung der Rocky Mountains folgten sie dem Clearwater River durch das heutige Idaho, wobei die Entdecker auf den Stamm der Nez-Percé-Indianer trafen. Anschließend folgten sie dem Snake River im heutigen Washington und dem Columbia River mit seinen vielen Stromschnellen im Bereich des Kaskadengebirges, der heute auf seinen letzten etwa 480 Kilometern die Grenze zwischen Washington und Oregon bildet. Am 7. November 1805 erreichten sie den Pazifik. Clark schrieb in sein Tagebuch: „Ocian [sic] in view. O! The Joy.“ („Ozean in Sicht. Oh, welche Freude!“)
Aber sie hatten noch einen zweiten harten Winter zu überstehen. Die Gruppe beschloss, per Abstimmung zu entscheiden, bei welchem indianischen Stamm sie überwintern würde. Die Tatsache, dass York, der Sklave, und Sacajawea, die Indianerin, gleichberechtigt an der Abstimmung teilnehmen durften, war für diese Zeit bemerkenswert und wird heute gern als ein „wahrhaft amerikanischer Moment“ dargestellt. Die Mitglieder der Expedition bauten an der Mündung des Columbia River, südlich der heutigen Ortschaft Astoria, ein weiteres Fort (Fort Clatsop) und überwinterten dort in der Nähe der Clatsop-Indianer.

### Rückreise
Die Entdecker begannen ihre Heimreise am 23. März 1806. In Kanus fuhren sie den Columbia flussaufwärts. Dabei versuchten Chinook-Indianer, an den schwierigen Passagen mehrfach Ausrüstungsgegenstände zu entwenden. Die Rocky Mountains konnten aufgrund der Schneeverhältnisse erst Ende Juni überquert werden. Deshalb hielt sich die Expedition für mehrere Wochen beim freundlichen Volk der Nez Percé auf. Einige Indianer konnten als Führer über die Berge angeworben werden.
Bei der Überquerung der Rocky Mountains trennten sich Lewis und Clark, um einfachere Wege über die Berge zu erforschen. Während Clark einen südlichen Pfad entlang des Yellowstone suchte, verfolgte Lewis einen direkten Weg zum Missouri.
Mit nur drei Männern wagte Lewis anschließend die Erforschung des Marias River in Richtung des heutigen Glacier-Nationalparks in Montana, obwohl er vor den kriegerischen Blackfoot-Indianern gewarnt worden war, die in dieser Gegend umherzogen. Nach einem Zusammentreffen mit einer kleinen Gruppe von Blackfoot kam es am 27. Juli zu einem Kampf, als die Indianer versuchten, Gewehre und Pferde zu stehlen; mindestens ein Indianer wurde dabei getötet.
Kurz darauf wurde Lewis während einer Jagd vermutlich von Crewmitglied Pierre Cruzatte versehentlich angeschossen und konnte in den folgenden Wochen nicht laufen.
Am 12. August 1806 trafen sich alle Männer am Missouri wieder und setzten den Rest der Heimreise gemeinsam fort. Kurz darauf bat John Colter um Entlassung aus dem Corps, um sich Fallenstellern anzuschließen, die den Yellowstone River hinauf fuhren. Er soll später als erster Weißer das Gebiet des heutigen Yellowstone-Nationalparks entdeckt haben.
Auf dem Missouri begegnete die rückkehrende Expedition den ersten privaten Trappern und Händlern, die in das bisher von Weißen unbesiedelte Gebiet westlich des Mississippi vordrangen. Am 23. September 1806 erreichte die Gruppe um Lewis und Clark wieder die ihnen vertraute Zivilisation in St. Louis.

## Bedeutung der Expedition

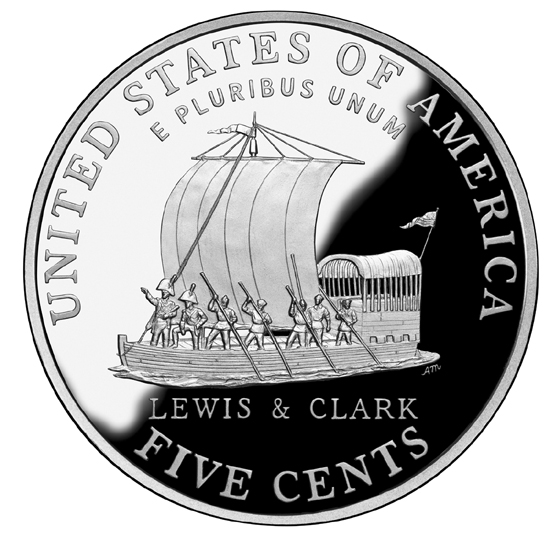
Das Keelboat von Lewis und Clark auf einer US-Münze

Die erfolgreiche Expedition von Lewis und Clark ermutigte zu verschiedenen privaten und staatlichen Expeditionen in den Westen, die das Gebiet nach und nach zugänglich machten. Von der Lewis-und-Clark-Expedition beeinflusst, gründete der New Yorker Pelzhändler John Jacob Astor bereits wenige Jahre später die Pacific Fur Company und rüstete mit der Unterstützung von Präsident Jefferson eine neue Überlandexpedition in den pazifischen Nordwesten aus. Die Männer der Pacific Fur Company gründeten die erste amerikanische Siedlung am Pazifik: Astoria. Mit diesen Expeditionen erlangten die USA umfassendes Wissen über die Geographie des Westens in Form von Landkarten von großen Flüssen und Gebirgsketten. Alleine bei der Reise von Lewis und Clark wurden mehrere hundert bislang unbekannter Tier- und Pflanzenarten entdeckt und benannt; von vielen Pflanzen wurden Proben zur wissenschaftlichen Analyse mitgebracht.
Die Expedition zog die Aufmerksamkeit der USA und der Medien auf den Westen und stärkte den Anspruch auf die Gebiete im Westen des amerikanischen Kontinents, deren Aufteilung erst 1846 im Oregon-Kompromiss endgültig geklärt wurde. Die Berichte von Lewis und Clark ermutigten Pelzhändler zur Erschließung des Gebietes, so wurden ab 1810 die ersten Handelsposten im heutigen Washington eingerichtet. Die Unterwerfung weiterer Indianervölker nahm damit ihren Anfang.
Die Tagebücher von Lewis und Clark bilden die erste Literatur über den Westen Nordamerikas. Sie blieben nicht ohne literarische Nachwirkung. James Fenimore Coopers letzter Lederstrumpfroman Die Prärie (1827) spielt im Jahr 1804 in einem Gebiet westlich des Mississippi, das Cooper persönlich fremd war. In den Tagebüchern von Lewis und Clark fand er Beschreibungen der Prärie und verschiedener Indianerstämme und bediente sich freiweg. Er übernahm die Beschreibung eines Grizzlybären, die exponierte Lage eines Adlernestes „an den Fällen des endlosen Stromes“, und wie ein Indianer ein Präriefeuer überlebt, indem er sich unter einem Büffelfell versteckt („Das Haar ist unten, das Feuer ist darüberhingelaufen, doch da, wie ihr seht, die Haut frisch abgezogen ist, so hat die Flamme nicht haften können“). Ein großer Fan der Tagebücher war auch der deutsche Autor Arno Schmidt. Er sprach von „1 der Großen Reisen der Menschheit“ und das Tagebuch, das dabei entstand, ist ihm sogar „ein Buch wie HOMER!“.
Etliche Ortschaften wie Lewiston und Clark Fork, aber auch Countys, Flüsse und Wege sind heute nach den beiden Entdeckern benannt; so gibt es in den nördlichen Staaten des Westens Wegenetze für Wanderer, die Lewis and Clark Trails heißen. Ebenso tragen heute zahlreiche Bildungseinrichtungen die Namen der beiden Entdecker, zum Beispiel ein College in Portland, Oregon. Die United States Navy benannte nach der Expedition ein Atom-U-Boot, die USS Lewis and Clark, sowie eine Klasse von Transportschiffen, die Lewis-and-Clark-Klasse mit ihrem Typschiff USNS Lewis and Clark. Die Pflanzengattungen Lewisia und Clarkia sind ebenfalls nach den Entdeckern benannt.

## Teilnehmer
Von allen beteiligten Personen zählen 33 zu den festen Teilnehmern der Expedition, die 1805 vom Fort Mandan zum Pazifischen Ozean aufbrachen. Neben Lewis und Clark gehörten 3 Sergeants und 23 Soldaten sowie 5 Zivilisten zu dieser Gruppe. Sacajawea hatte ihren 1805 geborenen Sohn dabei und Lewis einen Neufundländer mit dem Namen Seaman.
Weitere Teilnehmer gehörten nur in der ersten Phase zur Expedition. Französische Waldläufer halfen mit, die Ausrüstungsgegenstände zum Fort Mandan zu bringen. Soldaten um Korporal Warfington brachten das Kielboot und erste Berichte zurück nach St. Louis. Sergeant Floyd ist 1804 gestorben, und die Soldaten Newman und Reed wurden wegen Meuterei bzw. Fahnenflucht von der Expedition ausgeschlossen.
| Captain Meriwether Lewis          | * 1774; † 1809         | |
| Second Lieutenant William Clark   | * 1770; † 1838         | |
| Sergeant Patrick Gass             | * 1771; † 1870         | befördert nach Floyds Tod, Vetter von Pryor, schrieb auch die Tagebücher der Expedition                                                 |
| Sergeant John Ordway              | * ca. 1775; † ca. 1817 | |
| Sergeant Nathaniel Pryor          | * 1772; † 1831         | Vetter von Gass |
| Soldat William E. Bratton         | * 1778; † 1841         | |
| Soldat John Collins               | * ?; † 1823            | auch als Jäger tätig |
| Soldat John Colter                | * ca. 1775; † 1813     | auch als Jäger tätig, entdeckte später das Gebiet des heutigen Yellowstone-Nationalparks                                                |
| Soldat Pierre Cruzatte            | Daten unbekannt        | spielte Fiedel (Geige), auch als Dolmetscher tätig (Sprache der Omaha und Zeichensprache)                                               |
| Soldat Joseph Field               | * ca. 1772; † 1807     | auch als Jäger tätig, Bruder von Reubin Field                                                                                           |
| Soldat Reubin Field               | * ca. 1771; † 1823?    | auch als Jäger tätig, Bruder von Joseph Field                                                                                           |
| Soldat Robert Frazer              | * ?; † 1837            | sollte ursprünglich 1805 mit Warfington zurückfahren, wurde aber dann als Ersatz für Newman / Reed in die Expeditions-Gruppe übernommen |
| Soldat George Gibson              | * ?; † 1809            | |
| Soldat Silas Goodrich             | Daten unbekannt        | |
| Soldat Hugh Hall                  | * ca. 1772; † ?        | |
| Soldat Thomas Proctor Howard      | * 1779; † ?            | |
| Soldat François Labiche           | Daten unbekannt        | auch als Dolmetscher (Französisch) tätig                                                                                                |
| Soldat Jean Baptiste Lepage       | Daten unbekannt        | lebte bei den Hidatsa und Mandan-Indianern, erst 1805 als Ersatz für Newman / Reed angeheuert, auch als Dolmetscher tätig               |
| Soldat Hugh McNeal                | Daten unbekannt        | |
| Soldat John Potts                 | * 1776; † 1808?        | einziger deutscher Teilnehmer der Expedition (aus Dillenburg), von den Blackfoot-Indianern getötet                                      |
| Soldat George Shannon             | * 1785; † 1836         | verwandt mit Gouverneur Shannon aus Kentucky                                                                                            |
| Soldat John Shields               | * 1769; † 1809         | auch als Schmied tätig |
| Soldat John B. Thompson           | Daten unbekannt        | |
| Soldat Peter M. Weiser            | * 1781; † 1810?        | |
| Soldat William Werner             | Daten unbekannt        | |
| Soldat Joseph Whitehouse          | * ca. 1775; † ?        | |
| Soldat Alexander Hamilton Willard | * 1778; † 1865         | |
| Soldat Richard Windsor            | Daten unbekannt        | |
| Toussaint Charbonneau             | * 1767; † 1843         | französischer Pelzhändler, Dolmetscher (Sprache der Mandan und Französisch)                                                             |
| Sacajawea                         | * ca. 1788; † 1812     | Charbonneaus Frau, Shoshone-Indianerin, Dolmetscherin (Sprache der Shoshone)                                                            |
| Jean Baptiste Charbonneau         | * 1805; † 1866         | Sohn von Toussaint Charbonneaus und Sacagawea, geboren im Fort Mandan                                                                   |
| George Drouillard                 | * 1773; † 1810         | herausragender Förster und Jäger, Dolmetscher (Zeichensprache und Französisch)                                                          |
| York                              | * ca. 1770; † ?        | Sklave von Clark |
| Weitere Teilnehmer                |                        | |
| Sergeant Charles Floyd            | * 1782; † 1804         | während der Expedition am 20. August 1804 gestorben                                                                                     |
| Korporal Richard Warfington       | * 1777; † ?            | brachte 1805 die ersten Berichte zurück in die US-amerikanische Zivilisation                                                            |
| Soldat John Boley                 | Daten unbekannt        | |
| Soldat John Dame                  | * 1784; † ?            | |
| Soldat John Newman                | * ca. 1785; † 1838     | wurde 1805 wegen Meuterei von der Expedition ausgeschlossen                                                                             |
| Soldat Moses B. Reed              | Daten unbekannt        | wurde 1805 wegen Fahnenflucht von der Expedition ausgeschlossen                                                                         |
| Soldat John Robertson             | * ca. 1780; † ?        | |
| Soldat Ebenezer Tuttle            | * 1773; † ?            | |
| Soldat Isaac White                | * ca. 1774; † ?        | |
| Paptiste Dechamps                 | Daten unbekannt        | Bootsmann |
| Pierre Dorion                     | * ca. 1740; † ca. 1810 | lebte bei den Sioux-Indianern, mit einer Sioux verheiratet, als Dolmetscher tätig; brachte Indianer-Häuptlinge nach Saint Louis         |

## Rezeption
- Die 2016 erbaute Lewis-und-Clark-Brücke über den Ohio River bei Louisville zwischen Kentucky und Indiana wurde nach den Führern benannt.

- 1955 drehte Rudolph Maté den Spielfilm Am fernen Horizont (The Far Horizons) über die Expedition.